# Kegnæs Friskole
 Der er for få eller ingen kildehenvisninger i denne artikel, hvilket er et problem. Du kan hjælpe ved at angive troværdige kilder til de påstande, som fremføres i artiklen.

Kegnæs Friskole er en fri grundskole på halvøen Kegnæs på Als. Skolen blev oprettet i 2003, da den daværende Sydals Kommune besluttede at nedlægge den sidste folkeskole på Kegnæs. Bestyrelsen ansatte Jens Billum som leder. Han havde tidligere bidraget til at grundlægge både Hinnerup og Eckersberg Friskole.
Eleverne på Kegnæs Friskole er inddelt i aldersintegrerede grupper, undtagen 8. kl. og 9. kl., som er klasseopdelt. Eleverne tager årligt på lejrskole og kommer i løbet af deres skoletid på sprogskole i England, kanotur til Sverige og en rejse til Kina. Friskolen har i flere år markeret sig i Sønderborg Kommune med et af de højeste karaktergennemsnit.[kilde mangler]